# Орлиногорское
Орлиногорское (каз. Орлиногорское) — село в Айыртауском районе Северо-Казахстанской области Казахстана. Входит в состав Камсактинского сельского округа. Код КАТО — 593244600.

## Население
В 1999 году население села составляло 192 человека (93 мужчины и 99 женщин). По данным переписи 2009 года, в селе проживало 117 человек (55 мужчин и 62 женщины).